# Begonia heracleifolia
Espèce
Synonymes
- Begonia heracleifolia var. longipila (Lem.) A.DC.[1]
- Begonia jatrophifolia Klotzsch[1]
- Begonia longipila Lem.[1]
- Begonia nigrescens Van Houtte ex Otto[1]
- Begonia punctata Klotzsch[1]
- Begonia radiata Graham[1]
- Begonia tanacetifolia Steud.[1]
- Eupetalum punctatum (Klotzsch) Paxton[1]
- Gireoudia heracleifolia (Cham. & Schltdl.) Klotzsch[1]
- Gireoudia punctata (Klotzsch) Klotzsch[1]

Begonia heracleifolia est une espèce de plantes de la famille des Begoniaceae. Ce bégonia est originaire d'Amérique centrale. L'espèce fait partie de la section Gireoudia. Elle a été décrite en 1830 par Adelbert von Chamisso (1781-1838) et Diederich Franz Leonhard von Schlechtendal (1794-1866). L'épithète spécifique heracleifolia signifie « à feuille de Berce », en référence à la forme échancrée et dentelée du feuillage.

## Description

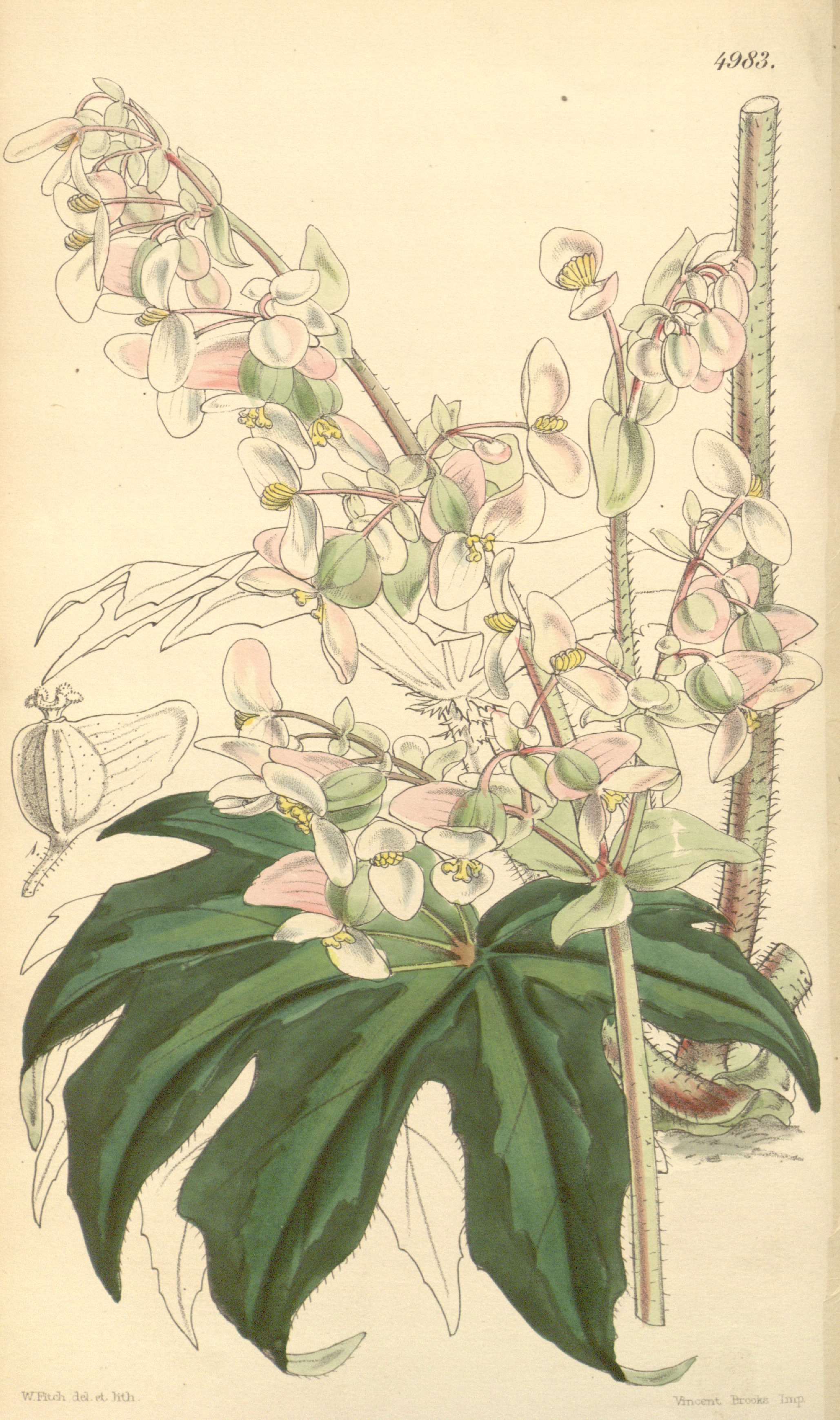
Begonia heracleifolia, planche botanique de 1857
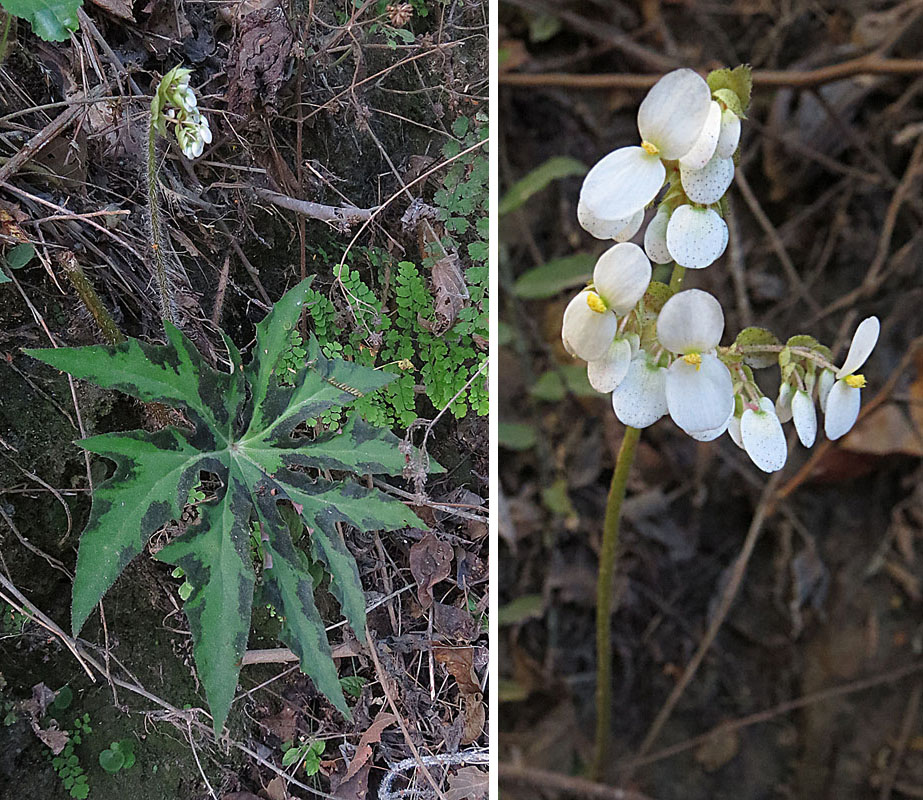
Détails d'un spécimen au Mexique
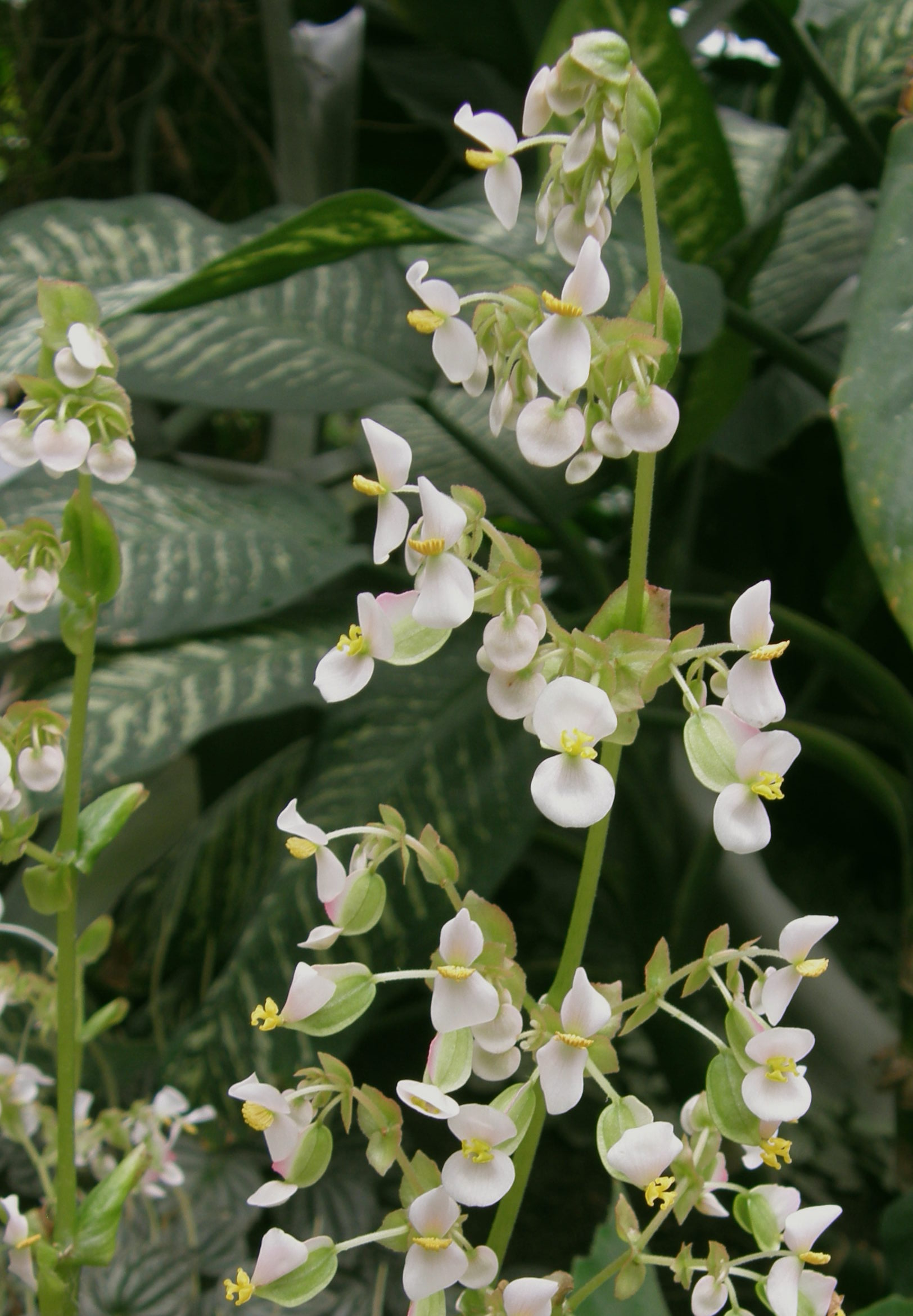
Inflorescence
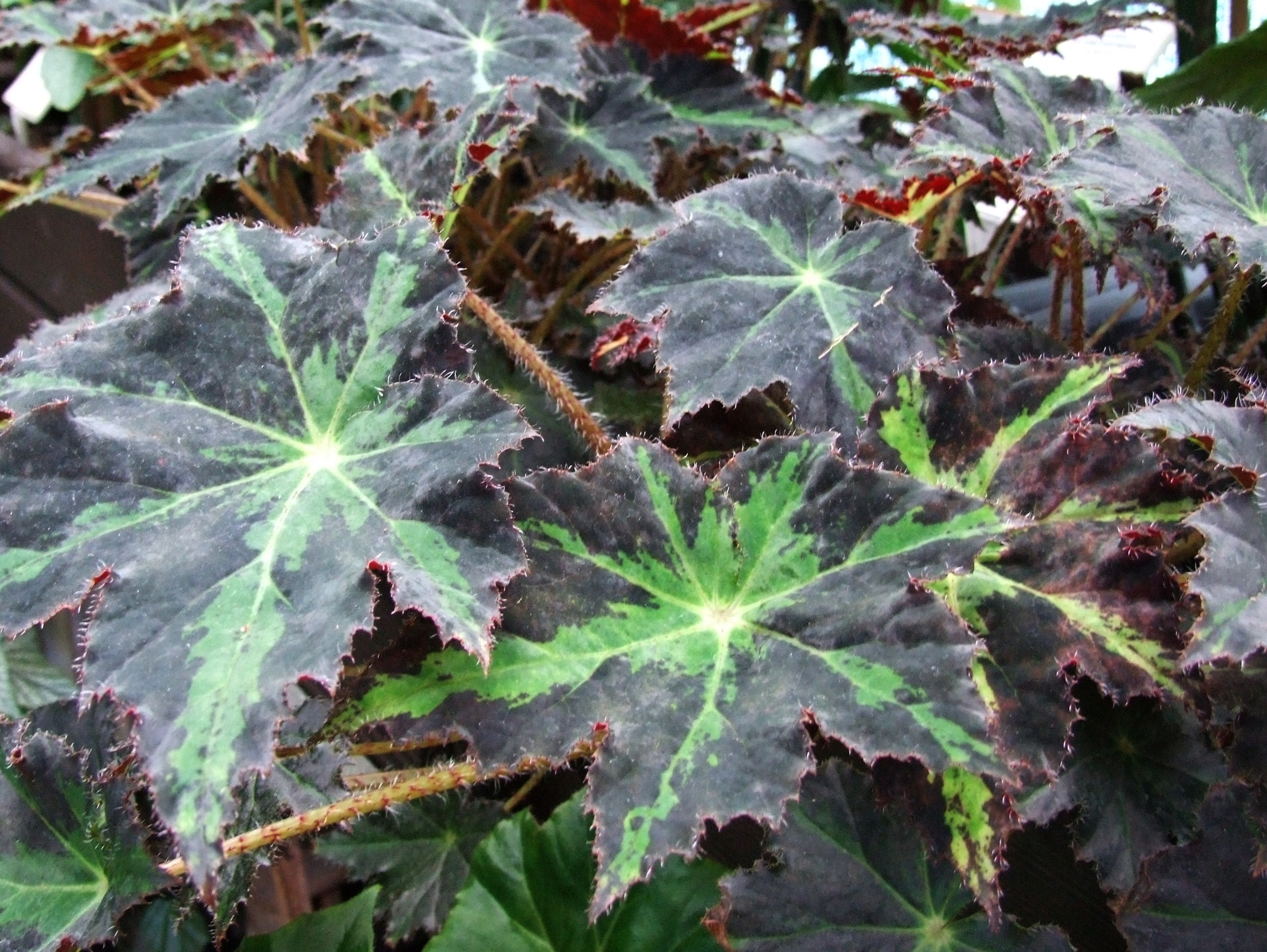
Feuillage, forme panachée

## Répartition géographique
Cette espèce est originaire des pays suivants : Belize ; El Salvador ; Guatemala ; Honduras ; Mexique ; Panama.

## Liste des variétés
Selon Tropicos (6 février 2017) (Attention liste brute contenant possiblement des synonymes) :
- variété Begonia heracleifolia var. heracleifolia
- variété Begonia heracleifolia var. longipila (Lem.) A. DC.
- variété Begonia heracleifolia var. paramadilio hort.
- variété Begonia heracleifolia var. punctata F. Cels
- variété Begonia heracleifolia var. sunderbrucki Hort. ex C. Chevalier